# Lockvitmossa
Lockvitmossa (Sphagnum contortum) är en bladmossart som beskrevs av Schultz 1819. Enligt Catalogue of Life ingår Lockvitmossa i släktet vitmossor och familjen Sphagnaceae, men enligt Dyntaxa är tillhörigheten istället släktet vitmossor och familjen Sphagnaceae. Enligt den finländska rödlistan är arten nära hotad i Finland. Arten är reproducerande i Sverige. Artens livsmiljö är rikkärr. Inga underarter finns listade i Catalogue of Life.

## Kännetecken
Lockvitmossa är främst en rikkärrsart. Typiska kännetecken är gulbruna skott med starkt böjda grenar och grenblad i huvudet. Stambarkens hyalodermis består av 2–3 cellager, vilket skiljer den andra snarlika mossor. Nedre delen stammen är oftast brunsvart. Skotten kan vara klart orangefärgade och är ofta något klenare med tydligare välvt huvud, grenbladen i huvudet är ofta mindre kraftigt ensidigt böjda och huvudets innre grenar är trubbigare och mer sammanhållna än hos andra förväxlingsbara arter.

## Habitat
Lockvitmossa växer i medelrikkärr, källpåverkade kärr, sträng-flarkkärr,  översilningskärr och på stränder. Växtplatserna är mineralrika. Lockvitmossa växer i mjukmattor till fastmattor och i ivanliga fall i låga tuvor. Den växer ofta ljusöppet och ibland mer skuggigt i exempelvis sumpskogar.

## Utbredning
Sparsamt i hela Sverige upp till subalpin zon i fjällen. Arten förekommer i hela Skandinavien, stora delar av Europa och östra Nordamerika.

## Bildgalleri

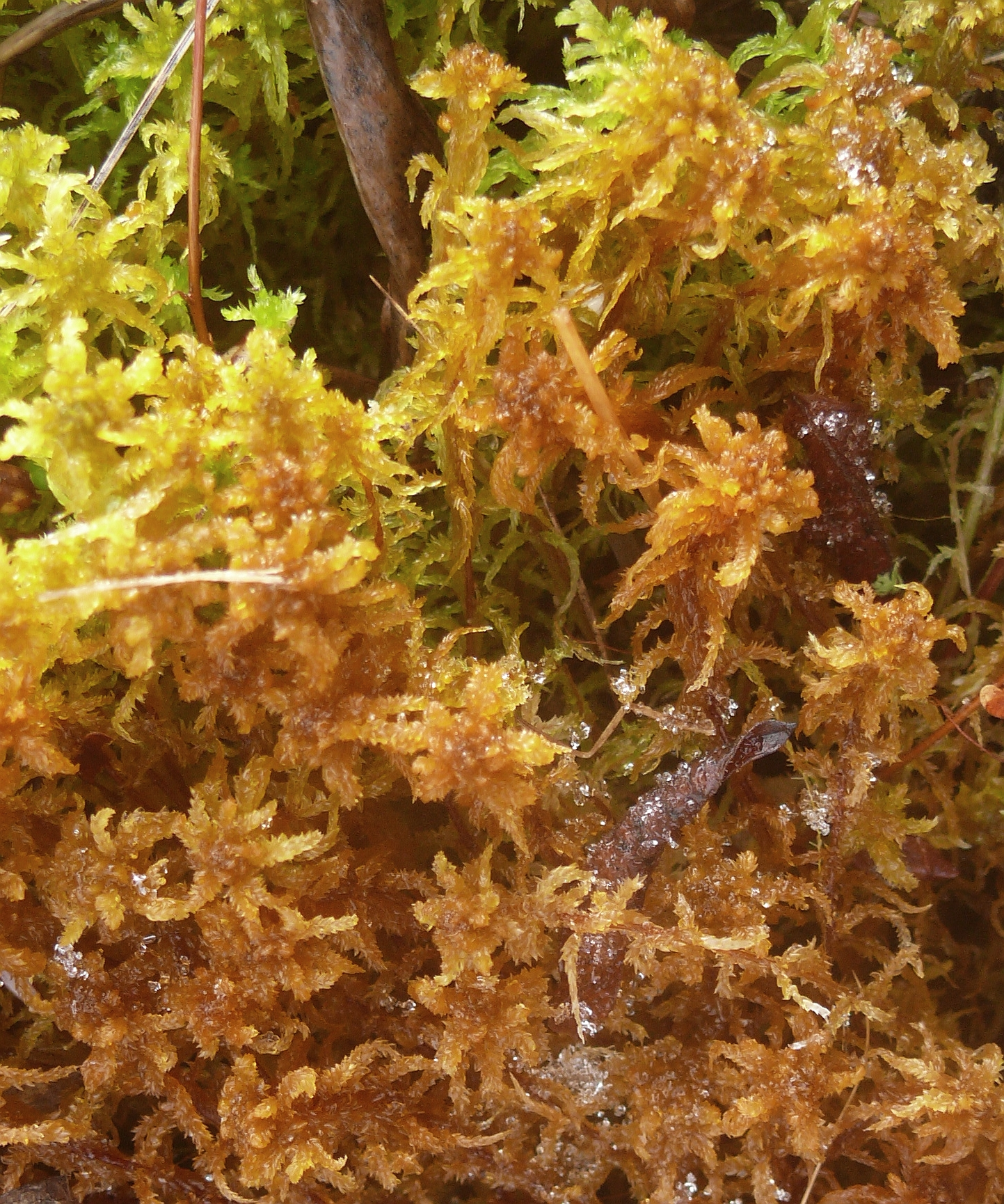
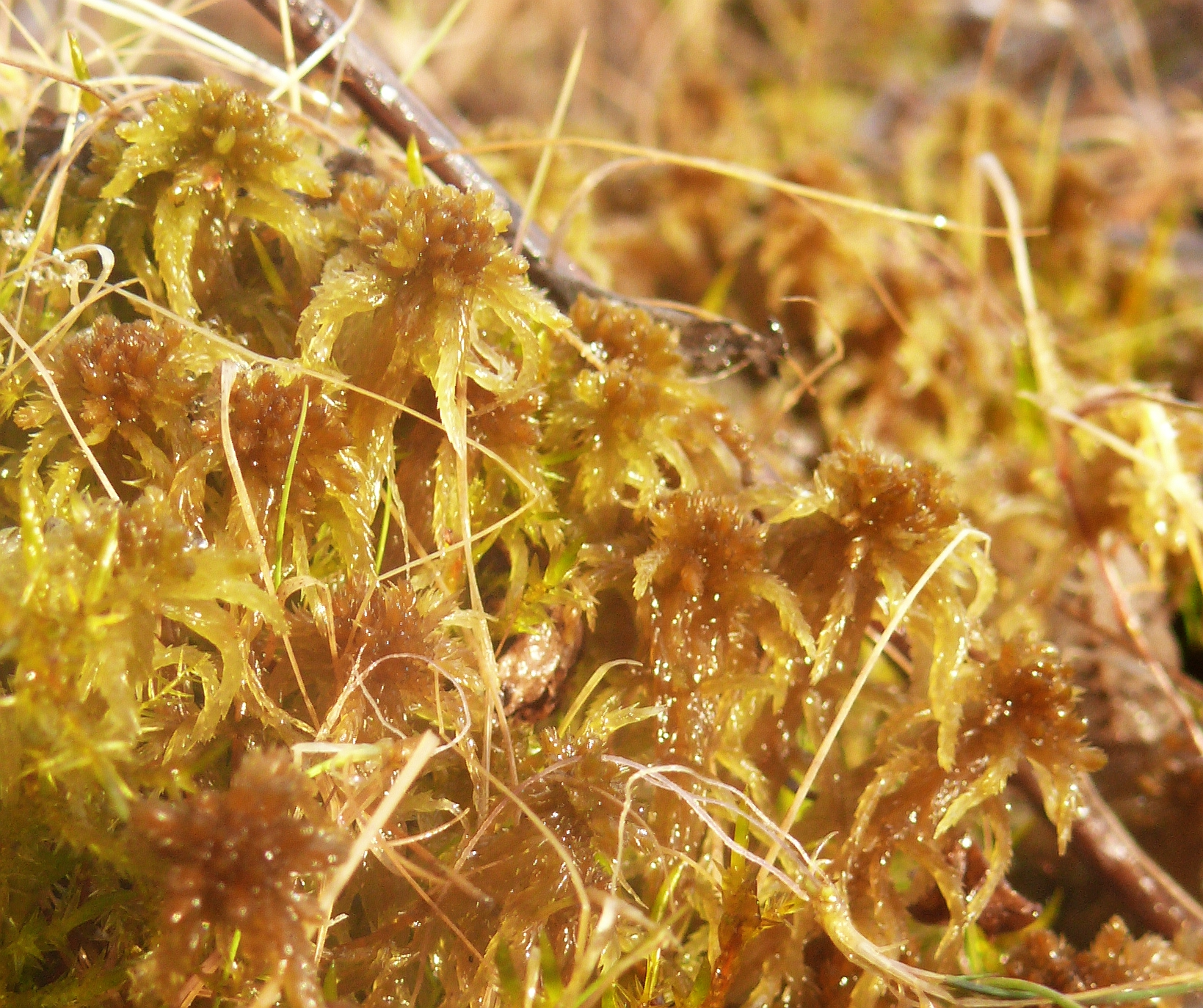